# Dziadkowice (Podlachië)
Dziadkowice is een dorp in het Poolse woiwodschap Podlachië, in het district Siemiatycki. De plaats maakt deel uit van de gemeente Dziadkowice.